# Kolyma
Kolyma (rusky Колыма, jakutsky Халыма) je řeka v severovýchodní části Sibiře. Protéká Magadanskou oblastí a Jakutskou republikou v Rusku. Je dlouhá 2 129 km. Povodí řeky je 643 000 km² a zasahuje také na území Čukotského autonomního okruhu.

## Průběh toku
Vzniká soutokem zdrojnic Ajan-Jurjach a Kulu v Magadanské oblasti. Zdrojnice pramení na svazích Chalkanského hřbetu. Na horním toku nad ústím Bachapči teče v úzké a hluboké dolině pohořím Čerského. V tomto úseku se v korytě vyskytují peřeje a říční prahy. Nejvýznamnější z nich jsou Prižimajuščij a Dlinnyj porog nad ústím Bachapči. Na středním toku je dolina široká. Na dolním toku v délce 1150 km protéká Kolymskou nížinou, kde je levý břeh nízký a pravý místy hornatý. Koryto je velmi členité a rozděluje se na mnoho ramen. Ústí do Kolymského zálivu do Východosibiřského moře třemi hlavními rameny, z nichž Kolymskaja (také zvané Kamennaja) umožňuje vodní dopravu. Další dvě jsou Pochodskaja a Čukočja. Délka delty je 110 km a rozloha 3 000 km²

### Přítoky
- horní tok
  - zprava – Kulu (zdrojnice), Bachapča, Dětrin.
  - zleva – Ajan-Jurjach (zdrojnice).
- střední tok
  - zprava – Bujunda, Balygyčan, Sugoj, Korkodon.
  - zleva – Sejmčan.
- dolní tok
  - zprava – Berjozovka, Omolon, Aňuj.
  - zleva – Popovka, Jasačnaja, Ožogina, Seděděma.

## Vodní režim
Zdrojem vody jsou sněhové (47 %) a dešťové (42 %) srážky a podzemní voda (11 %). Průměrný roční průtok vody u Sredněkolymsku ve vzdálenosti 641 km od ústí činí 2250 m³/s, maximální průtok dosahuje 25 100 m³/s v červnu a minimální 23,5 m³/s v dubnu). Průtok v ústí činí 3900 m³/s, což představuje roční odtok 123 km³. Ročně unáší 5,5 Mt pevných usazenin. Zamrzá v polovině října zřídka už na konci září. Před úplným zamrznutím po dva dny až měsíc unáší kry a ledovou tříšť, která se může v některých místech hromadit. V zimě se vytvářejí náledí. Rozmrzá ve druhé polovině května až na začátku června a opět po 2 až 18 dní unáší led a ten může vytvářet zátarasy. Od poloviny května do září dosahuje nejvyšších stavů. Rozsah kolísání hladiny činí až 14 m.

## Využití

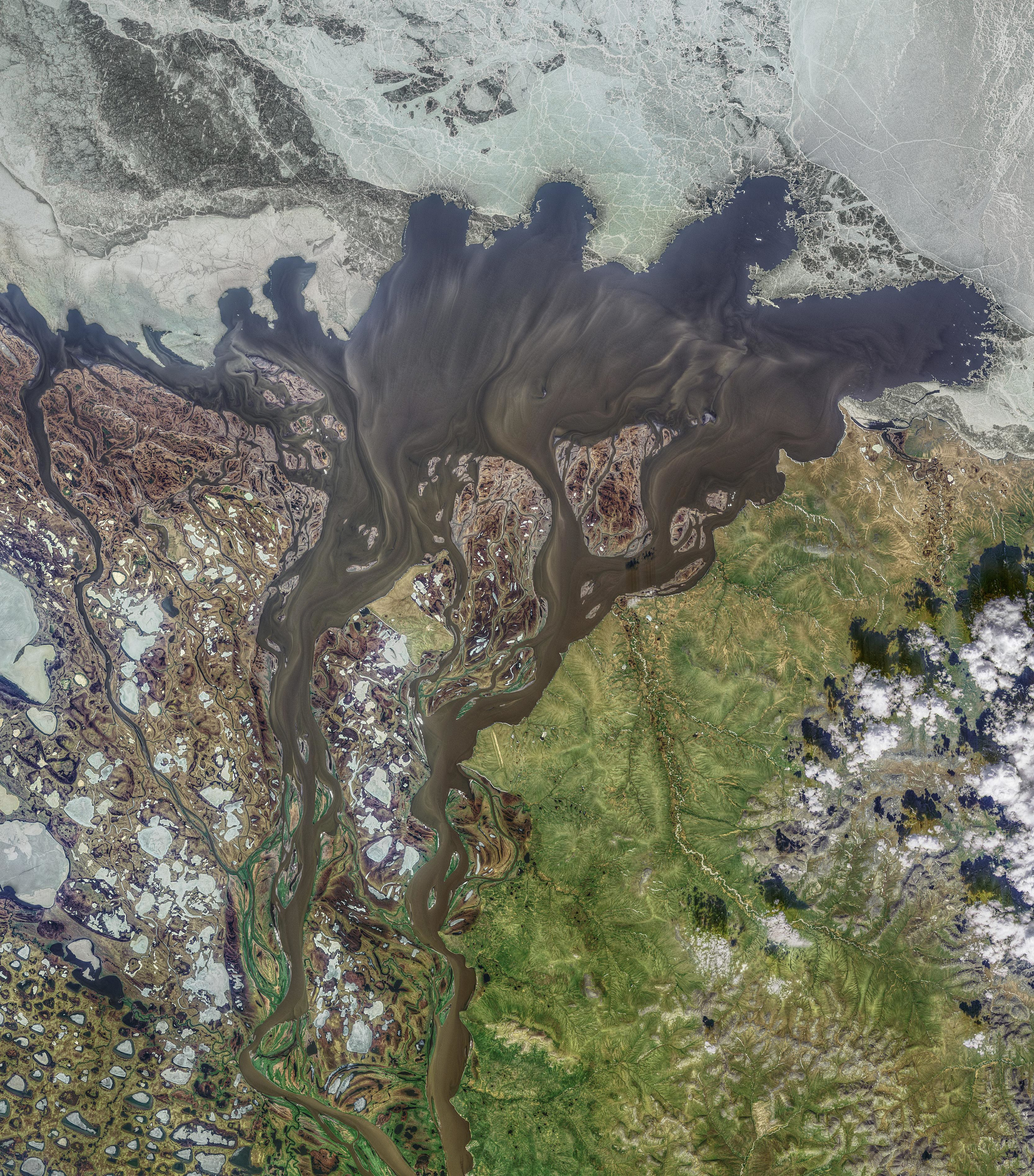
Satelitní snímek ústí Kolymy do Východosibiřského moře (2019)

Vodní doprava je možná od ústí řeky Bachapča, pravidelná pak od Usť-Sredněkana po dobu 3 až 3,5 měsíce. Hlavní přístavy jsou Usť-Sredněkan, Zyrjanka a v ústí Čerskij, Zeljonyj Mys a Kraj Lesov. Nad ústím Děbinu byla vybudována Kolymská vodní elektrárna. Na dolním toku je rozvinutý rybí průmysl (síh malý, muksun, síh severní, nelma obecná, síh omul).
V povodí řeky jsou naleziště zlata. První zlato zde našel za první světové války Tatar Safi Šafigulin, který dezertoval z ruské armády. V průběhu druhé světové války na kolymském zlatu závisela výroba sovětských tanků, letadel, děl, válečných lodí a nákup potravin. Zlato v povodí Kolymy během Stalinovy hrůzovlády těžili vězni z gulagů a miliony[zdroj?] jich zde zahynuly. Silnice Kolyma je dodnes zvaná Cesta kostí podle mnoha vězňů, kteří jsou v ní pohřbeni; protože je silnice postavena na permafrostu, bylo praktičtější zakopávat mrtvé přímo do silnice, než vedle ní kopat nové hroby.